# Comuna de Kramsk
Kramsk (polaco: Gmina Kramsk) é uma gminy (comuna) na Polónia, na voivodia de Grande Polónia e no condado de Koniński. A sede do condado é a cidade de Kramsk.
De acordo com os censos de 2004, a comuna tem 10 035 habitantes, com uma densidade 76,1 hab/km².

## Área
Estende-se por uma área de 131,78 km², incluindo:
- área agricola: 76%
- área florestal: 12%

## Demografia
Dados de 30 de Junho 2004:
|                      | Total   | Total | Mulheres | Mulheres | Homens  | Homens |
| -------------------- | ------- | ----- | -------- | -------- | ------- | ------ |
|                      | pessoas | %     | pessoas  | %        | pessoas | %      |
| População            | 10 035  | 100   | 5100     | 50,8     | 4935    | 49,2   |
| Densidade (pop./km²) | 76,1    | 100   | 38,7     | 38,7     | 37,4    | 37,4   |

De acordo com dados de 2002, o rendimento médio per capita ascendia a 1252,41 zł.

## Subdivisões
- Anielew, Barce, Bilczew, Borki, Brzózki, Dębicz, Drążek, Grąblin, Helenów Drugi, Helenów Pierwszy, Izabelin, Jabłków, Konstantynów, Kramsk, Kramsk-Łazy, Kramsk-Łęgi, Kramsk-Pole, Ksawerów, Lichnowo, Milin, Patrzyków, Pąchów, Podgór, Rudzica, Rysiny, Święciec, Święte, Wielany, Wola Podłężna, Wysokie.

## Comunas vizinhas
- Koło, Konin, Kościelec, Krzymów, Osiek Mały, Sompolno, Ślesin